# Station Gent-Rodenhuize
Het station Gent-Rodenhuize is een vormingsstation in de stad Gent gelegen langs Industrielijn 204 (Gent-Zelzate). De sporen zijn gelegen op het terrein van Euro-Silo.
Destelbergen · Drongen · Drongensesteenweg · Gentbrugge · Gent-Dampoort · Gent-Heirnis · Gent-Muide · Gent-Noord · Gent-Oost · Gent-Rabot · Gent-Rodenhuize · Gent-Sint-Pieters · Gent-Waas · Gent-Zeehaven · Gent-Zuid · Halewijn · Ledeberg · Merelbeke · Oostakker · Sint-Amandsberg-Westveld · Sint-Denijs-Westrem · Wondelgem